# Apgujeong-dong
Apgujeong-dong (koreanska: 압구정동) är en stadsdel i stadsdistriktet Gangnam-gu i Sydkoreas huvudstad Seoul.  